# Écluse de Carcassonne
L'écluse de Carcassonne est une écluse à chambre unique du canal du Midi. Construite vers 1674, elle se trouve à 105,5 km de Toulouse à 106 m d'altitude. Les écluses adjacentes sont l'écluse de Saint-Jean à l'est et l'écluse de la Douce, à l'ouest.
Elle est située sur la commune de Carcassonne dans le département de l'Aude en région Occitanie.